# Banjiars
Els banjiars són un poble del sud del Senegal, que viuen al sud del riu Casamance.
Els pobles que procedents de la costa es van retirar cap a l'interior van rebre dels portuguesos el nom col·lectiu de felups, i realment tenien afinitats en les costums i la llengua però es van dividir en múltiples grups i clans cadascun amb el seu propi nom i territori; així els més propers a la costa eren els aiamats, jolas i kabils o karons; després (però al nord del riu Casamance) els juguts, fognis, kaimuts i els yacas (felups de Songrogu) i (al sud del Casamance) els banjiars, fulims i bayots que es caracteritzen per una baixa estatura en comparació amb la resta de pobles felups.
El francès Penaud el 1851 va fer la primera expedició a la zona; Protet el 1859 va atacar els jigonches (juguts) i als banjiars de Kamabel i Enampor (que habitaven a la riba del riu Cajinolle, un afluent del Casamance); el comandant La Prade el 1860 va atacar els karons; i altres expedicions van sotmetre tots aquests pobles assegurats per diversos tractats (Tractat de 7 de novembre de 1855, 9 de gener de 1859, 14 de febrer de 1861 i 17 de març de 1863).